# Списък на политическите партии в Еквадор
Еквадор има многопартийна система.
| Партия                               | Представители в парламента (2013) | Идеология               |
| ------------------------------------ | --------------------------------- | ----------------------- |
| Алианс ПАИС                          | 91                                | демократичен социализъм |
| Създаване на възможности             | 12                                | либерализъм             |
| Социалхристиянска партия             | 6                                 | християндемокрация      |
| Партия на патриотичното общество     | 6                                 |                         |
| Многонационално единство на левицата | 6                                 | комунизъм               |
| Аванса                               | 5                                 | демократичен социализъм |
| Еквадорска ролдосистка партия        | 1                                 |                         |
| Скъсване 25                          | 1                                 | социализъм              |
| независими                           | 3                                 |                         |